# Marcello Durazzo
Marcello Giuseppe (Marcellino) Durazzo (* 1710 in Genua; † Dezember 1791 ebenda) war von 1767 bis 1769 der 169. Doge der Republik Genua.

## Biographie
Marcello Durazzo wurde 1710 in Genua als Sohn von Giovan Luca di Marcello (* 1681) und Paola Franzone di Giacomo geboren. Er wurde in S. Sisto getauft und erhielt den Namen Marcello Giuseppe, um ihn von seinem verstorbenen Bruder Marcello Francesco zu unterscheiden. Er wurde jedoch oft Marcellino genannt, um ihn von seinem gleichnamigen Cousin Marcello (1703–1787), dem Markgrafen von Gabiano, zu unterscheiden. Die Familie Durazzo hatte in den vergangenen zwei Jahrhunderten sechs Dogen der Republik Genua gestellt. Marcello Giuseppe war der erste aus dem Zweig, der von Agostino di Giacomo, dem Markgrafen von Gabiano, abstammte, der diese hohe Position innehatte.
Marcello Giuseppe Durazzo erhielt eine gründliche Ausbildung und trat in die Militärkarriere ein. Er war lange Zeit im Verteidigungsbereich tätig und setzte sich für die wirtschaftliche Unabhängigkeit Genuas von Spanien und die Sicherheit des Handels ein. Er heiratete Maria Maddalena Durazzo (ca. 1715–1780), die die einzige Erbin von Gerolamo di Giovan Agostino (1676–1748) war und damit einen der bedeutendsten Vermögenswerte in Genua besaß.
Während der Belagerung von Genua im Jahr 1746 wurde Marcello Giuseppe Durazzo als Delegierter zur Kapitulation geschickt, um die Stadt vor weiteren Schäden zu bewahren. Später wurde er zum Befürworter der Abtretung Korsikas an Frankreich, da es für Genua unmöglich war, die Insel zu halten.
Nach seiner Zeit als Doge blieb Marcello Giuseppe Durazzo weiterhin aktiv in der Politik und übernahm verschiedene Ämter. Sein einziger Sohn Girolamo (1739–1809) wurde ebenfalls politisch aktiv und war später Doge der nunmehr napoleonischen Republik Genua.
Marcello Giuseppe Durazzo starb in Genua im Dezember 1791 und wurde in der Familiengruft in der Kirche S. Ambrogio beigesetzt.